# Robert Bidinotto
Robert James Bidinotto (nacido en 1949) es un escritor, periodista, editor y conferencista estadounidense. Es reconocido por sus críticas al sistema de justicia penal, particularmente por su oposición a la indulgencia en el mismo, así como por sus desacuerdos con el movimiento y la filosofía ambientalista. Influenciado por la filosofía de Ayn Rand, Bidinotto fue editor en jefe de The New Individualist, una revista mensual publicada por The Atlas Society, desde julio de 2005 hasta octubre de 2008. En 2011, decidió enfocarse en la escritura de novelas policiales.

## Fondo
A mediados de la década de 1980, Bidinotto se desempeñó como editor colaborador del boletín político objetivista On Principle, y luego, en 1987, trabajó en su breve sucesora, la revista Oasis. Durante ese período, también autopublicó varios artículos y conferencias en los que abordaba temas como el libertarismo, los estilos de pensamiento y los desafíos prácticos de aplicar la filosofía del individualismo dentro de organizaciones ideológicas.
A finales de la década de 1980 y hasta 1995, Bidinotto trabajó como redactor en Reader's Digest, donde escribió artículos destacados que abordaban las fallas del sistema de justicia penal en los Estados Unidos.Uno de sus artículos más conocidos fue "Getting Away with Murder" (julio de 1988), que, durante la campaña presidencial de 1988, contribuyó a que el caso de William R. ("Willie") Horton y los permisos de prisión se convirtieran en temas clave en la derrota del candidato Michael Dukakis. Además, Bidinotto escribió sobre cuestiones medioambientales, como el pánico por el pesticida Alar y el calentamiento global.
Posteriormente, Bidinotto trabajó durante varios años en The Objectivist Center, donde escribió, dio conferencias y se encargó de la recaudación de fondos. Más tarde, se unió a The Capital Research Center en Washington D. C., donde fue editor de dos publicaciones periódicas mensuales: Organization Trends y Foundation Watch. En julio de 2005, dejó el CRC para regresar a The Objectivist Center, que en ese momento pasó a llamarse The Atlas Society, y allí se desempeñó como editor en jefe de su revista mensual de política y cultura, The New Individualist, hasta octubre de 2008.
El trabajo de Bidinotto como escritor y editor ha sido galardonado con varios premios. En septiembre de 2007, la revista Folio otorgó a The New Individualist el prestigioso premio Gold "Eddie" por el artículo de Bidinotto titulado "Up from Conservatism", que se publicó en la edición de marzo de 2007.Además, la Sociedad Estadounidense de Editores de Revistas reconoció un artículo de Bidinotto sobre las licencias en prisión, publicado en Reader's Digest en julio de 1988, como  finalista nacional para el premio al "Mejor artículo de revista del año en la categoría de interés público".
Actualmente, Bidinotto vive con su esposa en la Bahía de Chesapeake, donde se encuentra trabajando en las secuelas de su serie de suspenso justiciero "Dylan Hunter".